# Michel Vernes
Pour les articles homonymes, voir Vernes.
Michel Vernes, né le 12 août 1940 à Nîmes et mort le 12 janvier 2013 à Paris,, est un historien français, enseignant, auteur et cofondateur de l'École nationale supérieure d'architecture de Paris-La Villette.

## Biographie

### Famille et formation
Né en 1940, à Nîmes, dans une famille huguenote, descendant direct de Charles Vernes, Michel Vernes étudie à Paris au lycée Montaigne et au lycée Louis-le-Grand. Il fait des études d’histoire, de géographie et de philosophie à la Sorbonne et au Collège de France, puis d’urbanisme à l’Institut de l’environnement. Ses professeurs sont Michel de Certeau et Roland Barthes

### Carrière professionnelle
Devenant enseignant en histoire, il fonde, en 1969, aux côtés de Jean-Paul Dollé, Jean-Pierre Le Dantec, Gustave Massiah et Roland Castro, l’unité pédagogique no 6. Bouleversant l’enseignement des Beaux-arts, l’UP est gérée par décisions collectives en assemblée. En 1976, UP 6 est transférée dans une ancienne usine de faïencerie du 19e arrondissement, et devient l'École d'architecture de Paris-La Villette. Insubordonné et iconoclaste, Michel Vernes devenu professeur y pratique un enseignement volontairement marginal, ouvert, poétique, à la fois exigeant et passionné. Il organise dans Paris pour ses étudiants  des flâneries érudites, nourries de ses innombrables lectures, ainsi que des visites à la Bibliothèque historique de la Ville pour réaliser dans le cadre d'un cours sur Paris au XIXe siècle des dossiers à partir de textes contemporains recopiés à la main, sur le pittoresque, les parcs,  l'éclairage,  les chalets. Pour ce dernier thème voir la Revue d'histoire du XIXe siècle 32/2006, en ligne. Il cisèle ses conférences, telle celle traitant de " l'encombrement", (Les bibelots dans les décors intérieurs parisiens au XIXe siècle) prononcée au musée d'Orsay.
Les textes publiés sont « nombreux, soignés mais souvent malséants, ils surprennent le lecteur afin d’éveiller sa curiosité et l’amener à interroger l’envers des choses plutôt que leur apparence trop familière pour retenir l’attention. » écrit-il lui-même dans sa présentation biographique de l’École spéciale d’architecture.
Les élèves de Michel Vernes sont Bertrand Lemoine, François Chaslin, Odile Decq, Françoise Fromonot, Patrice Goulet, Manuel Charpy, Sabina Villa.
Il fut l’ami de Roger-Henri Guerrand qui appréciait « sa délicieuse et savante perversité.» et de Bertrand Lemoine avec qui il aime flâner dans Paris, sur les traces de Walter Benjamin.
Durant sa carrière, il est également invité à enseigner à l’École des beaux-arts de Nancy, l’École normale supérieure de Cachan, l’École nationale supérieure des arts décoratifs de Paris, l’Istituto Politecnico di Torino, Georgia Institute of Technology à Atlanta, puis à la fin de sa vie à l’université de Nankin et l'École spéciale d'architecture.
Michel Vernes a beaucoup écrit sur la ville, le paysage et l’architecture. Il a été régulièrement édité pendant deux décennies par la revue Architecture intérieure –Crée. Nombre de ses articles sont référencés au catalogue de la bibliothèque Kandinsky au Centre Georges-Pompidou, ainsi que sur la base ArchiRès.
En 1991, il reçoit le grand prix national de la critique architecturale décerné par le ministère de l’Équipement, récompensant « son esprit libre, l’originalité de son regard et ses grands textes de références. »
Michel Vernes, meurt dans la nuit de vendredi à samedi 12 janvier 2013, d'une crise cardiaque.
Le 13 avril 2013, la Cité de l’architecture et du patrimoine consacre plusieurs tables rondes à son œuvre et à sa personnalité.

## Publication
- Divagations, Paris, HYX, 2000  (ISBN 2-910385-17-5)[7]

## Distinctions
- Grand prix national de la critique en 1991 (ministère de l’Équipement)
- Grande médaille de l'Académie d'architecture